# Geschichte Brasiliens

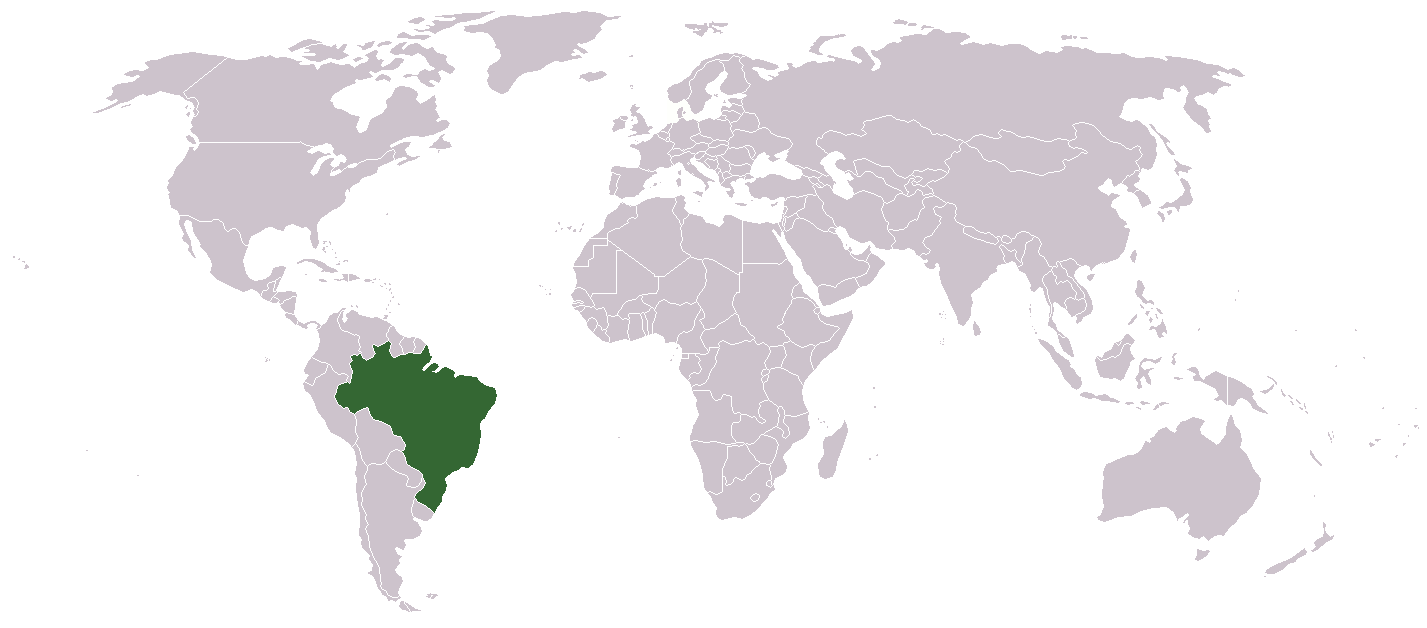
Lage Brasiliens in Südamerika

Die Geschichte Brasiliens umfasst die Entwicklungen auf dem Gebiet der Föderativen Republik Brasilien von der Urgeschichte bis zur Gegenwart. Sie beginnt mit der Besiedlung durch Indianerstämme unterschiedlicher Herkunft vor Tausenden von Jahren.
Der portugiesische Seefahrer Pedro Álvares Cabral, der 1500 im Nordosten Brasiliens landete, gilt gemeinhin als europäischer Entdecker Brasiliens. Vom 16. bis zu Beginn des 19. Jahrhunderts war das Land eine portugiesische Kolonie. 1822 erklärte Brasilien seine Unabhängigkeit und wurde zu einer konstitutionellen Monarchie, dem Kaiserreich Brasilien. 1889, ein Jahr nach der Abschaffung der Sklaverei, folgte auf einen Militärputsch die Gründung einer Republik. Nach mehreren Phasen der Diktatur im 20. Jahrhundert, einschließlich eines 21-jährigen Militärregimes ab 1964, wurde ab 1985 die Demokratie gestärkt.

## Das vorkoloniale Brasilien
Die ältesten Spuren menschlichen Lebens wurden in Höhlen der Serra da Capivara im Bundesstaat Piauí gefunden, die auf ein Alter von bis zu 20.000 bis 30.000 Jahre hinweisen. Die Paläo-Indianer erreichten die Südspitze Amerikas wahrscheinlich um 10.000 v. Chr. Skelettfunde belegen, dass die Küstengebiete des heutigen Brasilien um circa 8000 v. Chr. bewohnt waren.
Traditionell wird vertreten, dass die ökologischen Bedingungen im Amazonasbecken das Aufkommen von bevölkerungsstarken Hochkulturen wie im Andenraum nicht zuließen und man deshalb von einer dünnen Bevölkerung aus nomadischen oder halbnomadischen Gruppen von Jägern und Fischern ausgehen muss, die in geringem Umfang auch Ackerbau trieben.
Jüngst haben Forscher die Hypothese aufgestellt, dass die Aktivitäten der einheimischen Völker vor der Kolonialisierung weit über das bisher angenommene Ausmaß hinausgingen. Demnach hätten die Ureinwohner durch systematische Anpflanzung und Verbreitung von Pflanzenarten sowie Bodenverbesserung (Verbreitung der Terra Preta) das Ökosystem des Amazonasbeckens erst geschaffen. Auch ihre Ansiedlungen – etwa auf der riesigen Flussinsel Marajó – seien demnach weit größer gewesen als bisher angenommen.
Ähnliches gilt für den äußersten Westen Brasiliens. In der Provinz Mato Grosso fanden sich zahlreiche geplante Orte, deren Größe den zeitgenössischen europäischen kaum nachsteht, und in denen Fischzucht und Landwirtschaft bis in die Zeit um 1500 betrieben wurde. Sie waren durch ein Straßennetz (Peabiru) miteinander verbunden. Man nimmt an, dass die Bevölkerung dieser Orte durch Epidemien verschwunden ist.

## Die Zeit der Entdeckungen
Nach der Entdeckung Amerikas durch Christoph Kolumbus (1492) wurde die neue Welt im Vertrag von Tordesillas (1494) zwischen Spanien (genauer: dem Königreich Kastilien sowie der Krone von Aragonien) einerseits und Portugal andererseits aufgeteilt. Das damals noch unbekannte Brasilien fiel in die portugiesische Hälfte. Voraussetzung für eine legitime Herrschaft war dabei die konsequente Katholisierung der Einheimischen, mit der ab 1587 offiziell der Jesuitenorden beauftragt wurde.
Offiziell wurde Brasilien am 22. April 1500 durch den portugiesischen Seefahrer Pedro Álvares Cabral entdeckt. Welcher Europäer Brasilien wirklich entdeckte, ist jedoch umstritten. Der spanische Seefahrer Vicente Yáñez Pinzón segelte bereits 1499 entlang der Ostküste des heutigen Brasilien bis zum Mündungsgebiet des Río de la Plata (heutiges Argentinien). Der portugiesische Seefahrer, Geograph und Astronom Duarte Pacheco Pereira soll sogar schon Ende 1498 die Küsten der heutigen brasilianischen Staaten Pará und Maranhão sowie das Mündungsgebiet des Amazonas befahren haben.
Nach französischen Aufzeichnungen des 15. Jahrhunderts soll der Kapitän Jean Cousin 1488 an Bord eines aus Dieppe stammenden Schiffs des Reeders Jehan Ango zu einer Reise nach Westafrika aufgebrochen, aber durch die Äquatorialströmung in Höhe der Azoren abgetrieben und nach zwei Monaten an eine fremde Küste und einen gewaltigen Strom gelangt sein, den er Maragnon nannte. Nach kurzem Aufenthalt überquerte er den Atlantik erneut, lief Westafrika an und kehrte von dort 1489 nach Dieppe zurück.
Cabral landete am 22. April 1500 in der Nähe des heutigen Porto Seguro an und nahm das neu gefundene Land für den portugiesischen König Emanuel I. (Manuel I.) in Besitz. Die bei der Landung angetroffenen Tupí-Indianer leisteten den Europäern keinen Widerstand. Portugal hielt die Entdeckung zunächst geheim, um im Wettlauf um neue Kolonien einen Vorteil zu behalten. Spätestens aber seit 1507 wurde der neu entdeckte Kontinent in Europa bekannt, als der deutsche Kartograph Martin Waldseemüller eine Karte Südamerikas veröffentlichte, auf der auch Porto Seguro eingezeichnet ist.
Nachdem reiche Vorkommen von Brasilholz (port.: Pau Brasil / Pau Verzím) ausgemacht wurden, bekam das neue Land den Namen Brasilien. Brasilholz eignet sich zur Farbgewinnung und zur Herstellung edler Möbel. Damit wurde es zum ersten Exportprodukt der Kolonie und bildete die Grundlage für eine erste wirtschaftliche Nutzung des Landes. Aufgrund der massiven Abholzung ist Brasilholz heute vom Aussterben bedroht und steht unter Naturschutz.
Im Jahr 1503 entdeckte eine Expedition von Gonçalo Coelho, dass auch die Franzosen sich anschickten, in Brasilien zu landen. Der französische König hatte im Juli 1503 Binot Paulmier de Gonneville beauftragt, das „Südland“ (Terra Australis) zu finden. Dabei gelangte sein Schiff, die L’Espoir, an die brasilianische Küste. De Gonneville zeigte sich erstaunt darüber, wie selbstverständlich sich die Indígenas dem Schiff näherten, für sie erwartet unbekannte europäische Werkzeuge benutzten und den Zweck der Bordgeschütze kannten. 1530 wurde eine neue Expedition von Martim Afonso de Sousa nach Brasilien gesandt, um die Franzosen zu bekämpfen und die ersten Kolonialstädte zu gründen. 1625 wurden die Franzosen endgültig aus Brasilien vertrieben.

## Besiedelung

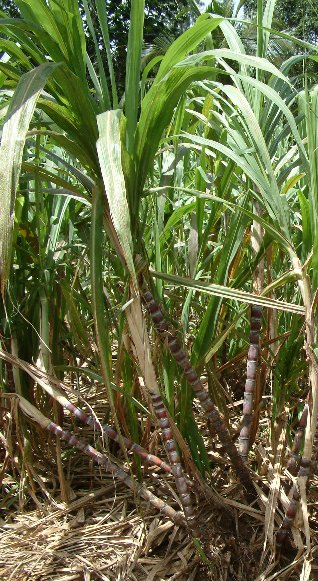
Zuckerrohr

König Johann III. ließ die brasilianische Küste in zunächst fünfzehn, dann zwölf Zonen, Kapitanate genannt, portugiesisch capitanias hereditárias oder auch capitanias donatárias, einteilen. Er vergab diese an Adlige und Personen aus dem Mittelstand. Zur wirtschaftlichen Entwicklung setzte man vor allem auf den Anbau von Zuckerrohr, da Zucker zu jener Zeit ein teures Gut war. Um Arbeitskräfte für die Plantagen zu bekommen, wurden Indianer im näheren Hinterland gefangen.
Nicht alle der Siedler, die von Portugal nach Brasilien kamen, waren Freiwillige: Das portugiesische Gesetzbuch kannte zu jener Zeit 200 Vergehen, die mit Verbannung geahndet wurden. Außerdem ließ die Kolonialmacht Einwanderer aus allen Ländern zu, die einzige Voraussetzung war, dass sie dem katholischen Glauben angehörten.
Da viele der Indianer auf den Plantagen sich das Leben nahmen oder an europäischen Krankheiten starben, wurden 1538 die ersten afrikanischen Sklaven importiert. Die Afrikaner wurden nach ihrer Verschleppung zwangsweise getauft, behielten jedoch faktisch ihre traditionellen Religionen bei. Dies war die Ursache für die Entstehung der typisch brasilianischen synkretistischen Kulte Candomblé und Umbanda.
Um 1600 war Brasilien der größte Zuckerproduzent der Welt. Wenige Jahre später war der Dreieckshandel in vollem Schwung: Manufakturprodukte wurden in Afrika gegen Sklaven verkauft, die Sklaven wurden in Süd- und Nordamerika gegen Edelmetalle, Zucker, Kakao und Gewürze eingetauscht und diese wurden nach Europa gebracht.

## Kolonialisierung und Erschließung
1549 wurde São Salvador da Bahía de Todos os Santos (das heutige Salvador da Bahia) zur Hauptstadt über alle Capitanias der Kolonie Brasilien erklärt und ein Generalgouverneur (der sich zuweilen Vizekönig nennen durfte) eingesetzt. Von 1565 bis 1567 zerstörte Mem de Sá, ein portugiesischer Kolonialoffizier und der dritte Generalgouverneur Brasiliens, die zehn Jahre alte französische Kolonie France Antarctique in der Guanabara-Bucht. Er und sein Neffe Estácio de Sá gründeten daraufhin im März 1567 Rio de Janeiro.
Das Hinterland wurde ab dem Beginn des 17. Jahrhunderts von Bandeirantes-Expeditionen erkundet, die Sklaven und Bodenschätze (vor allem Gold) suchten. Obwohl die Portugiesen versuchten, mit Festungen an der Küste das Land abzuschotten und keine Konkurrenten zuzulassen, eroberte im Jahre 1624 eine Flotte der Niederländischen Westindien-Kompanie unter dem Kommando von Jacob Willekens und Piet Pieterszoon Heyn mit 26 Schiffen die Stadt Bahia, die sie im Folgejahr jedoch wieder an die Portugiesen verloren. Mit dieser Aktion begann der bis 1661 andauernde Niederländisch-Portugiesische Krieg. 1629 setzten sich die Niederländer in „Mauritsstad“, dem heutigen Recife (Pernambuco), fest. Der Nordosten erlebte unter der Herrschaft der Westindischen Kompanie unter Führung von Johann Moritz von Nassau-Siegen eine kurze Blüte. Mit Hilfe der 1649 gegründeten Allgemeinen Gesellschaft des Brasilienhandels (Companhia Geral do Comércio do Brasil) sollte vor allem der Kampf gegen die Niederländer unterstützt und der für das Mutterland immer wichtiger werdende Überseehandel zwischen Brasilien und Portugal gesichert werden. Die Portugiesen errangen im Februar 1649 einen bedeutenden Sieg in der zweiten Schlacht von Guararapes. 1654 gaben die Niederlande auf und die Kontrolle über Gesamtbrasilien an die Portugiesen zurück.
Während des 17. Jahrhunderts gründeten entflohene Sklaven im Nordosten Brasiliens Siedlungen, die vorbildlich verwaltet und von einem Heer verteidigt wurden. Erst 1699 wurde – nach zahlreichen Niederlagen der Kolonialtruppen – der letzte dieser Quilombos, Palmares, zerstört.
1696 wurde im Hinterland von Rio de Janeiro Gold gefunden, wenig später auch Diamanten und andere Bodenschätze. Dies wurde die Grundlage für die Entwicklung reicher Barockstädte wie Ouro Preto. Seit Ende des 17. Jahrhunderts verlagerte sich der wirtschaftliche Schwerpunkt mehr und mehr in den Süden Brasiliens. Dem wurde 1763 dadurch Rechnung getragen, dass die Hauptstadt von Salvador nach Rio de Janeiro verlegt wurde.
Mit Ende des 18. Jahrhunderts mehrten sich Aufstände gegen die portugiesische Herrschaft. Der wichtigste Aufstand war die „Inconfidência Mineira“ in Minas Gerais, deren Anführer Tiradentes 1792 hingerichtet wurde. Gleichzeitig geriet man im Süden auf dem Gebiet des heutigen Uruguay, wo die Bandeirantes die Westgrenze des Kolonialreiches über die Linie des Vertrags von Tordesillas hinausgeschoben haben, mit Spanien und dem Vizekönigreich des Río de la Plata aneinander.
Ab 1805 wurde in Brasilien Kaffee angebaut, nachdem die ersten Kaffeebohnen durch Francisco de Mello Palheta 1727 ins Land geschmuggelt worden waren.

## Periode des Königreichs
Der Aufbruch Brasiliens in die Unabhängigkeit begann mit der Übersiedlung des gesamten portugiesischen Hofes von Lissabon nach Rio de Janeiro. Nach dem Scheitern seiner Schaukelpolitik zwischen Frankreich und England floh der portugiesische Regent Dom João vor den Truppen Napoleons im November 1807 mitsamt Hof und Staatskasse nach Brasilien, wobei ihm die britische Flotte hilfreiche und nicht ganz uneigennützige Dienste leistete. Mit der königlichen Familie ließ sich auch der gesamte Hofstaat (alles in allem etwa 15.000 Personen) im März 1808 (nach einem Zwischenaufenthalt in Bahia) in Rio de Janeiro nieder – eine nicht unerhebliche Erhöhung der Einwohnerzahl der Stadt. Vor allem aber änderte sich damit dessen Status von dem einer abhängigen Kolonie zum gleichberechtigten Bestandteil des Mutterlandes – eine Entwicklung, die nicht mehr rückgängig zu machen war.
Die Häfen des Landes wurden für befreundete Nationen geöffnet, was vor allem den Briten zugutekam, denen auch Zollvergünstigungen eingeräumt werden mussten. Gewerbebetriebe, Hochschulen, Banken wurden gegründet, der Druck von Zeitungen und Büchern zugelassen. Mit der österreichischen Prinzessin Leopoldina, die Joãos Sohn Pedro heiratete, kamen Gelehrte und Künstler ins Land, die beträchtlich zum Aufschwung des geistigen Lebens beitrugen.

## Erlangung der Unabhängigkeit
Auf dem Wiener Kongress (1815) wurde Brasilien im Rahmen eines „Vereinigten Königreichs von Portugal, Brasilien und Algarve“ dem Mutterland formal gleichgestellt. Der königliche Hof hätte nach der endgültigen Niederlage Napoleons nach Portugal zurückkehren können. Prinzregent João, der am 6. Februar 1818 nach dem Tod seiner geisteskranken Mutter Maria als João VI. den Thron bestieg, zögerte die Rückkehr aber immer wieder hinaus. Wegen wachsender Unruhen in Portugal brach er schließlich am 25. April 1821 dorthin auf. Seinem Sohn, der als Regent in Brasilien zurückblieb, soll er den väterlichen Rat gegeben haben: „Pedro, ponha a coroa na cabeça, antes que alguns desses aventureiros o faça“. („Pedro, setz dir selbst die Krone aufs Haupt, ehe es irgendein Abenteurer tut.“)
In dieser Zeit erlangten die anderen Staaten Südamerikas unter der Führung von Simón Bolívar und anderer Freiheitskämpfer ihre Unabhängigkeit. Mit dem Ruf von Ipiranga: „Independência ou morte“ („Unabhängigkeit oder Tod“) setzte sich der Prinz am 7. September 1822 an die Spitze der Unabhängigkeitsbewegung, nachdem die portugiesischen Cortes eine Rückkehr zum Kolonialstatus gefordert hatten. Am 12. Oktober wurde Brasilien zum Kaiserreich erklärt. Noch standen portugiesische Truppen im Lande; eigene brasilianische Streitkräfte waren erst im Aufbau. Dennoch gelang es den Brasilianern, die Portugiesen bis Ende 1823 Schritt für Schritt aus dem Lande zu drängen.

## Erstes Kaiserreich

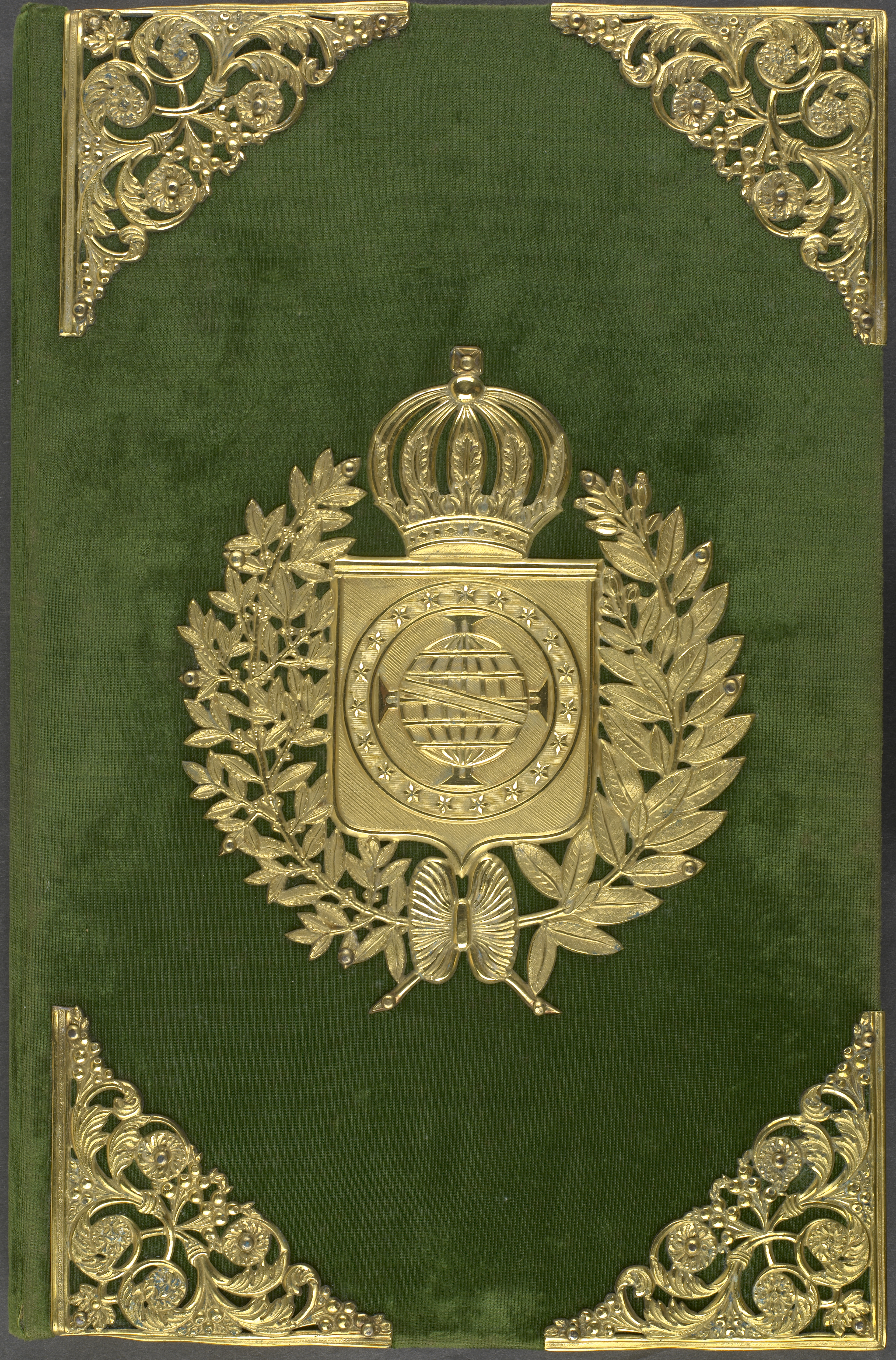
Brasilianische Verfassung von 1824.

Pedro I. enttäuschte bald die hochgesteckten Erwartungen, die die Brasilianer in ihn gesetzt hatten. Die Unabhängigkeit begann zwar glanzvoll mit der ersten Kaiserkrönung auf südamerikanischem Boden, Brasilien erhielt eine liberale Verfassung und wurde zu einer konstitutionellen Monarchie, aber die Querelen um die Verfassunggebende Versammlung und das zunehmend autokratische Auftreten des jungen Kaisers verhießen wenig Gutes für die Zukunft.
In den folgenden Jahren wurde Brasilien von vielen Staaten völkerrechtlich anerkannt (USA 1823, Großbritannien 1825, Portugal 1825). Mit ihrer Monroe-Doktrin machten die Vereinigten Staaten klar, dass sie nicht gewillt waren, eine Wiederherstellung der Kolonialordnung in Lateinamerika hinzunehmen.
Der junge brasilianische Staat begann sogleich, ab 1824, die Einwanderung europäischer Siedler in den Süden des Landes zu fördern, nicht zuletzt aus Deutschland.
Uruguay spaltete sich 1825 von Brasilien ab und erklärt seine Unabhängigkeit, nachdem es nur vier Jahre als Província Cisplatina Teil Brasiliens gewesen war. Brasilien musste – auf britischen Druck hin – der uruguayischen Unabhängigkeit zustimmen.

## Regentenzeit
Der Kaiser war schließlich isoliert im eigenen Land und dankte am 7. April 1831 zugunsten seines noch minderjährigen Sohnes, Pedro II., ab und kehrte nach Portugal zurück.
Noch am Tage der Abdankung trat das Parlament zusammen und setzte einen dreiköpfigen provisorischen Regentschaftsrat ein. Durch eine Zusatzbestimmung zur Verfassung (Ato Adicional vom 6. August 1834) wurden einige Reformen durchgeführt: mehr Autonomie für die Provinzen in der Gesetzgebung und Steuererhebung und schließlich die Einsetzung eines einzigen Regenten, der an die Stelle des Regentschaftsrats treten und in allgemeiner Wahl gewählt werden soll.

### Der „Cabanagem“-Aufstand im Norden
Der 1835 ausgebrochene „Cabanagem“-Aufstand war die gewalttätigste Rebellion der Regentschaftsperiode. Sein Name bezieht sich auf „cabanagem“, die örtliche Bezeichnung der ärmlichen Behausung der Flussanwohner in und um Belém, abgeleitet von „cabana“ (Hütte). Denn es waren vor allem deren Bewohner, die „cabanos“ (Hüttenbewohner) und andere Gruppen der Unterschichten der Provinz Grão-Pará (die die heutigen Bundesstaaten Pará, Amazonas, Roraima, Rondônia und Amapá umfasst), die den Aufstand gegen die mehrheitlich weiße Oberschicht trugen. Die Rebellen konnten die Hauptstadt Belém erobern und bis zum März 1836 halten. Doch wurden sie schließlich, bis 1840, in wechselhaften Kämpfen von den Regierungstruppen gänzlich aufgerieben. Historiker schätzen, dass im Verlauf der Kämpfe ein Viertel der Bewohner der Provinz ums Leben kam.

### Der Aufstand der Gaúchos im Süden

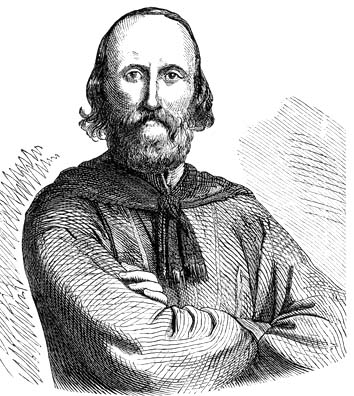
Giuseppe Garibaldi

Bekannter noch war die Farrapen-Revolution (Revolução Farroupilha), der längste und für den territorialen Zusammenhalt Brasiliens gefährlichste Aufstand. Sie hat vor allem ökonomische Gründe. Die Rinderzüchter der Provinz Rio Grande do Sul verlangten von der Regierung Schutzzölle gegen die Einfuhr von Fleisch aus Uruguay und Argentinien. Tatsächlich konnten die Argentinier und Uruguayer billiger produzieren, da sie mit freien Lohnarbeitern anstatt mit Sklaven arbeiteten. Die Rebellion brach am 20. September 1835 aus, als die Gaúchos unter Führung von Bento Gonçalves da Silva und Antônio de Sousa Neto den Provinzgouverneur verjagten. Am 11. September 1836 wurde die Republik Rio Grande do Sul ausgerufen. Die Rebellen konnten große Erfolge verbuchen, vor allem nachdem der italienische Revolutionär Giuseppe Garibaldi zu ihnen gestoßen war: 1839 drangen sie bis in die Nachbarprovinz Santa Catarina vor und riefen dort die Tochterrepublik República Juliana aus.
Anders als beim „Cabanagem“-Aufstand waren diesmal eher die führenden Schichten der Provinz beteiligt, obwohl der Namen Guerra dos Farrapos („Krieg der Zerlumpten“) das Gegenteil suggeriert. Dies erklärt die Zurückhaltung der Zentralregierung bei der Niederschlagung des Aufstands. 1842 wurde Luís Alves de Lima e Silva, der spätere Herzog von Caxias, zum Militärgouverneur der Provinz ernannt, mit dem Auftrag, sie zu „befrieden“. 1845 wurde schließlich eine Übereinkunft mit den Rebellen erreicht. Sie legten die Waffen nieder gegen erhebliche Konzessionen der kaiserlichen Regierung: Eingliederung der Farrapen-Truppen ins Heer, Generalamnestie und Freilassung der am Aufstand beteiligten Sklaven.
Kleinere Aufstände in Maranhão und Bahia gegen Ende der Regentschaftsperiode wurden ziemlich rasch niedergeschlagen.

## Zweites Kaiserreich

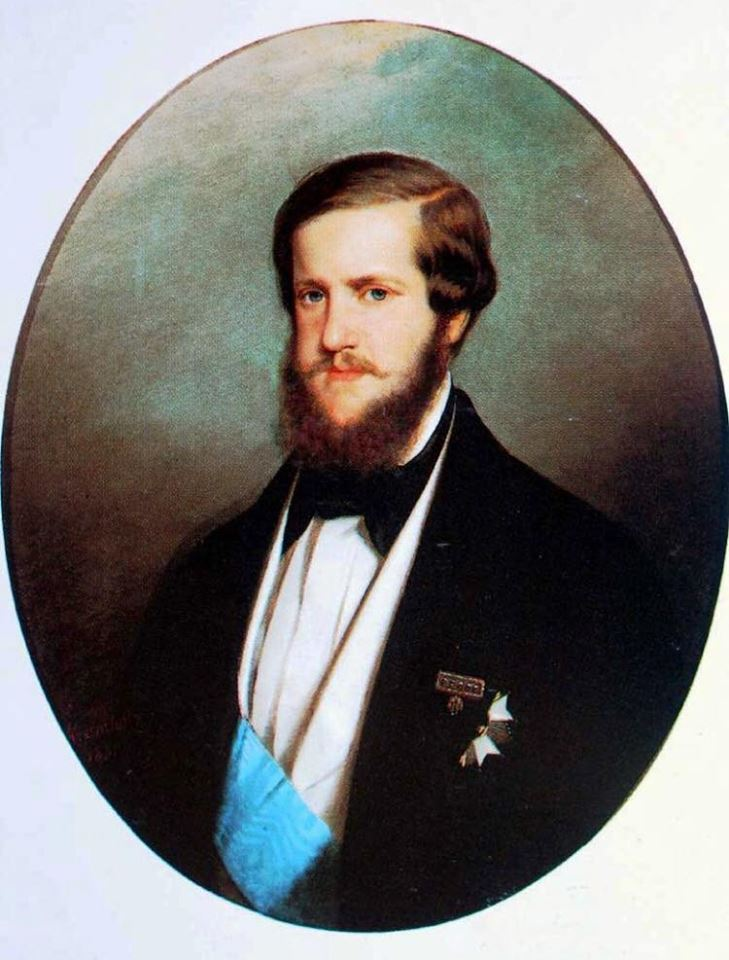
Kaiser Peter II. von Brasilien

1840 wurde Pedro II. vorzeitig für mündig erklärt und zum Kaiser von Brasilien gekrönt.
In den 1860er Jahren entwickelte sich Brasilien zur führenden Exportnation von Kautschuk. Auch der Export von Rindfleisch, Edelhölzern, Kaffee und Zucker florierte. Es kam zu einer zögerlichen Industrialisierung (vor allem durch die Einwanderer aus Europa); der Nordosten, vom Süden wirtschaftlich überrundet, verarmte langsam.
Brasilien unterstützte den erfolgreichen revolutionären Kampf gegen den Diktator Argentiniens Juan Manuel de Rosas und führte von 1864 bis 1870, verbündet mit Argentinien und Uruguay, einen siegreichen Krieg gegen Paraguay. Dieser Krieg, der etwa 100.000 Brasilianer das Leben kostete, führte zu Gebietsgewinnen auf Kosten Paraguays.

### Kampf um das Schicksal der Sklaven

Lei Áurea, 1888.

Die innenpolitisch wichtigste Herausforderung erwuchs aus einer ausgedehnten Bewegung für die Aufhebung der Sklaverei. Die „Einfuhr“ afrikanischer Sklaven wurde 1853 geächtet, nachdem Großbritannien militärische Maßnahmen gegen Brasiliens Küsten ergriffen und 1852 mit einer Blockade gedroht hatte.
Eine organisierte Kampagne für die Emanzipation der 2,5 Millionen Sklaven in Brasilien begann einige Jahre später. Die Abolitionisten errangen ihren ersten Sieg 1871, als das Parlament alle Kinder, die von Sklavinnen geboren wurden, für frei erklärte (Lei do Ventre Livre). Etwa um die gleiche Zeit entstand eine republikanische Bewegung, die in den folgenden Jahren mehr und mehr Zulauf erhielt. 1885 wurden alle Sklaven über 60 Jahre durch das Lei dos Sexagenários für frei erklärt. 1888 unterzeichnete die Regentin Kronprinzessin Isabel schließlich die Lei Áurea, das Goldene Gesetz, welches die Sklaverei abschaffte. Brasilien war damit das letzte Land der westlichen Hemisphäre, in dem die Sklaverei verboten wurde. Zahlenmäßig hatte die Sklaverei inzwischen wenig Belang: es gab noch 500.000 Sklaven bei einer Gesamtbevölkerung von 13,5 Millionen. Die Sklavenbefreiung beraubte aber die kaiserliche Regierung ihres letzten Rückhalts bei den Großgrundbesitzern und bereitete den Boden für die Ausrufung der Republik im November des folgenden Jahres.

### „Militärfrage“ (Questão Militar)
Durch den Krieg mit Paraguay wurde das Heer nicht nur technisch, sondern auch sozial modernisiert. Infolge des erhöhten Personalbedarfs gelangten zunehmend Angehörige der Mittelschicht in Offizierspositionen, die bisher Mitgliedern der ländlichen Oberschicht vorbehalten waren; Sklaven konnten durch den Militärdienst die Freiheit erlangen. Dies förderte abolitionistische Tendenzen innerhalb des Offizierskorps und brachte es in Gegnerschaft zur ländlichen Aristokratie. Die Marineführung blieb dagegen konservativ und eine Stütze der Monarchie.
Nach dem Krieg wurden die meisten Offiziere an den Militärakademien der Hauptstadt ausgebildet, wo sie mit modernen europäischen und nordamerikanischen Verwaltungsmethoden und den Ideen des Positivismus in Berührung kamen. Benjamin Constant Botelho de Magalhães (1836–1881), ein Anhänger Auguste Comtes, unterrichtete in dieser Zeit an der Escola Militar und bereitete über seine Schüler, u. a. Marschall Deodoro da Fonseca, den Militärputsch vom 15. November 1889 vor. Fonseca – obwohl dem Kaiser gegenüber persönlich loyal – wurde zur Symbolfigur und zum Aushängeschild des Aufstandes. Paradoxerweise glaubte er zunächst, der Putsch richte sich nur gegen das Ministerium des liberalen Premiers Ouro Preto, nicht gegen die Monarchie an sich. Erst am Abend des 15. November ließ er sich für das Ziel der Errichtung einer Republik gewinnen.

## Putsch und Ausrufung der Republik
Am 15. November 1889 wurde Kaiser Pedro II. vom Militär gestürzt und musste mit seiner Familie das Land verlassen. Manuel Deodoro da Fonseca rief die Republik der Vereinigten Staaten von Brasilien (República dos Estados Unidos do Brasil) aus. Diesen Namen behielt das Land bis 1946 bei.
Mehrere Faktoren trugen zum Sturz der Monarchie bei: die wachsende republikanische Bewegung, die ein brasilianisches Kaiserreich zunehmend als anachronistisch und unamerikanisch empfand; der Konflikt mit Teilen des Klerus und schließlich die Sklavenbefreiung, die die Großgrundbesitzer der Krone entfremdete.
Die neue brasilianische Verfassung vom 5. Oktober 1988 behob den „Geburtsfehler“ der Republik, indem sie die Staatsform zum Gegenstand eines Referendums machte.

## Die alte Republik 1889–1930
Die Zeit zwischen 1889 und 1930 wird in Brasilien gemeinhin als República Velha (deutsch: alte Republik) bezeichnet. Die Jahre nach 1889 waren von politischer Instabilität geprägt. Präsident wurde 1891 Floriano Peixoto, der die Revolta da Armada und die Föderalisten-Revolution niederschlagen konnte. 1894 folgte ihm Prudente de Morais Barros. Zu den ersten Maßnahmen der republikanischen Regierung gehörten eine groß angelegte Volkszählung, die Einführung des metrischen Systems, die allgemeine Schulpflicht und Ansätze zur Trennung von Staat und Kirche, z. B. die Einführung der Zivilehe, die in ländlichen Regionen auf Widerstand stießen. In diesem Zusammenhang ist auch der Krieg von Canudos in der Amtszeit von Prudente de Morais zu sehen, als die brasilianische Armee in einem der blutigsten innerbrasilianischen Konflikte in vier Feldzügen die christlich-messianische Bewegung in der gleichnamigen Stadt im Bundesstaat Bahia angriff und Canudos schließlich dem Erdboden gleichmachte. Die Wahlen von 1898 gewann Manuel Ferraz de Campos Sales, die von 1902 Francisco de Paula Rodrigues Alves und die von 1906 Afonso Augusto Moreira Pena. Nach dessen Tod folgte 1909 Vizepräsident Nilo Peçanha in das Präsidentenamt. Die Wahlen von 1910 gewann Hermes Rodrigues da Fonseca.
Der Wohlstand war durch die große Kaffee-Nachfrage gesichert und die Wirtschaft konzentrierte sich auf diesen Zweig. 1914 gewann Venceslau Brás die Präsidentschaftswahl. In den Ersten Weltkrieg trat Brasilien auf der Seite der Alliierten gegen Deutschland ein, nachdem mehrere brasilianische Handelsschiffe durch Deutschland im uneingeschränkten U-Bootkrieg versenkt worden waren. Die Kriegserklärung Brasiliens an Deutschland erfolgte am 26. Oktober 1917 und Brasilien beteiligte sich nur mit einem kleinen Kontingent am Krieg in Europa.
In den Kriegsjahren ging die Nachfrage nach Kaffee stark zurück, was die Wirtschaft Brasiliens entscheidend schwächte. 1918 gewann Rodrigues ein zweites Mal die Präsidentschaftswahl, trat das Amt wegen Erkrankung aber nicht an.
Stattdessen wurde Delfim Moreira Präsident, der aber 1919 wieder zurücktrat. Ihm folgte Vizepräsident Epitácio da Silva Pessoa nach. Die Wahlen von 1922 gewann Arturo da Silva Bernardes, die von 1926 Washington Luís Pereira de Sousa und die von 1930 Júlio Prestes.

## Die Ära Vargas (1930–1954)
Als dann 1930 die Kaffeepreise nochmals einbrachen, wuchs die Unzufriedenheit mit dem oligarchischen System, das auf Wahlmanipulationen beruhte und große Teile der Bevölkerung de facto von der Mitbestimmung ausschloss. An der Spitze einer „Koalition der Unzufriedenen“ führte Getúlio Dornelles Vargas, der „Vater der Armen“, einen Aufstand an und wurde so Präsident. In den ersten Monaten seiner Regierungszeit wuchs die Wirtschaft Brasiliens spürbar. Trotzdem revoltierte der Bundesstaat São Paulo 1932 gegen die „Diktatur von Vargas“. Im Rahmen der Revolução Constitucionalista kam es vom Juli bis Oktober des Jahres zu umfangreichen Kämpfen. São Paulo konnte sein Ziele des Sturzes von Vargas sogar zwischenzeitlich auch Unabhängigkeit von Brasilien nicht erreichen und musste sich wieder der Staatsregierung von Vargas unterwerfen.
Eine verfassunggebende Versammlung arbeitete bis 1934 eine neue Verfassung aus; Vargas akzeptierte sie zunächst. Als er sich nicht sicher sein konnte, die anstehenden Wahlen gewinnen zu können, putschte Vargas jedoch unter dem Vorwand eines fiktiven kommunistischen Umsturzes und setzte die Verfassung außer Kraft. 1937 wurde der Estado Novo, der „Neue Staat“, ausgerufen und die Herrschaft Vargas’ als „wohlwollender Diktator“ festgeschrieben. Seine autoritäre Regierung forcierte die Industrialisierung des wirtschaftlich rückständigen Brasilien, führte erstmals soziale Leistungen für Arbeiter ein und fand so großen Rückhalt in der Bevölkerung. Sowohl kommunistische wie faschistische Aufstände schlug Vargas nieder.
In den 1930er Jahren orientierte sich Brasilien wirtschaftlich an Nazideutschland, das nach den USA der wichtigste Handelspartner war. Diese Beziehungen gingen ab 1939 zurück. Als auf Hitlers Befehl deutsche U-Boote zunehmend brasilianische Schiffe angriffen, kam es nach der Versenkung der Baependi und weiterer Schiffe durch U 507 zu gewaltsamen Demonstrationen und am 22. August 1942 erklärte Brasilien Deutschland und Italien den Krieg. Brasilien entsandte 1944 die gut 25.000 Mann starke Força Expedicionária Brasileira (FEB) und eine Fliegerstaffel nach Italien, die unter anderem in der Schlacht von Monte Castello eingesetzt wurde. 500 Brasilianer kamen im Zweiten Weltkrieg ums Leben.
Vargas ließ zum Kriegsende wieder politische Parteien zu und kündigte seinen Rücktritt nach den bevorstehenden Wahlen an. Dann jedoch forderte eine Bürgerbewegung seinen Verbleib im Amt, weshalb Vargas von der Armee abgesetzt wurde. Diese setzte zunächst José Linhares als Präsidenten ein, der 1946 im Zuge von Wahlen durch Eurico Gaspar Dutra abgelöst wurde. Ebenfalls 1946 arbeitete eine direkt gewählte Verfassungskommission eine neue Verfassung aus (die fünfte in der Geschichte Brasiliens). Das Land erhielt den neuen Namen Vereinigte Staaten von Brasilien (Estados Unidos do Brazil), eine leichte Änderung zum bisherigen Namen von 1889. Diese Verfassung garantierte erstmals volle politische Freiheiten.
1951 wählte das Volk Vargas bei seiner regulären Kandidatur erneut zum Präsidenten. Die USA und die politische Rechte stellten sich gegen die zunehmend sozialistische Politik Brasiliens. Nach dem Mordanschlag auf den Oppositionspolitiker Lacerda durch Vargas-Getreue im August 1954 forderte das Militär geschlossen Vargas’ Rücktritt. Sein Vize erklärte am 24. August Vargas’ Rücktritt und übernahm dessen Amt; Vargas nahm sich am Folgetag das Leben.

## Unruhige Zeiten
Vargas’ Vizepräsident João Café Filho übernahm das Amt und bildete das Kabinett um. Er erkrankte allerdings im November 1955, weshalb das Amt kommissarisch von Carlos Coimbra da Luz und dann Nereu Ramos bekleidet wurde, welcher Café Filho nach dessen Genesung nicht ins Amt zurückkehren ließ. Erst die Wahlen von 1956 brachten mit dem Sieg von Juscelino Kubitschek vorübergehende Stabilität. Er sorgte mit Hilfe der Partido Trabalhista Brasileiro (PTB) für neue, ausländische Investoren, die die brasilianische Wirtschaft in den späten 1950er Jahren ankurbelten. 1960 wurde dann Jânio da Silva Quadros zum Präsidenten gewählt. Nach seinem Amtsantritt 1961 versuchte er die Abhängigkeit von den USA zu lösen und den desaströsen Staatshaushalt zu sanieren. Nach nur wenigen Monaten im Amt trat er wieder zurück, sein Nachfolger wurde der bisherige Vize-Präsident João Goulart, kurz nachdem die neue Hauptstadt Brasília nach drei Jahren Bauzeit eingeweiht wurde. Auch Goulart war in der Bevölkerung nicht unumstritten, weshalb seine Befugnisse in den ersten drei Präsidentschaftsjahren nur eingeschränkt waren.

## Militärdiktatur (1964–1985)
Am 31. März 1964 putschte das Militär, unterstützt durch verdeckte Operationen des US-Geheimdienstes CIA, und zwang Goulart ins Exil. Das neue Regime unter General Humberto Castelo Branco unterdrückte die linke Opposition und entzog etwa 300 Personen die politischen Rechte. Ein 1965 verabschiedetes Gesetz schränkte bürgerliche Freiheiten ein, sprach der Nationalregierung weitere Machtbefugnisse zu und bestimmte die Wahl des Präsidenten und Vizepräsidenten durch den Kongress.
Der ehemalige Kriegsminister Marschall Artur da Costa e Silva, Kandidat der Regierungspartei ARENA (Aliança Renovadora Nacional; deutsch: Allianz zur nationalen Erneuerung) wurde nach den Parlamentswahlen (15. November 1966) zum Präsidenten gewählt. Die Brasilianische Demokratische Bewegung (MDB, Movimento Democrático Brasileiro), die einzige legale Oppositionspartei, weigerte sich aus Protest einen Kandidaten für die Wahl aufzustellen, weil die Regierung alle ernst zu nehmenden Gegenkandidaten nicht zugelassen hatte. 1966 gewann die ARENA auch die National- und Parlamentswahlen.

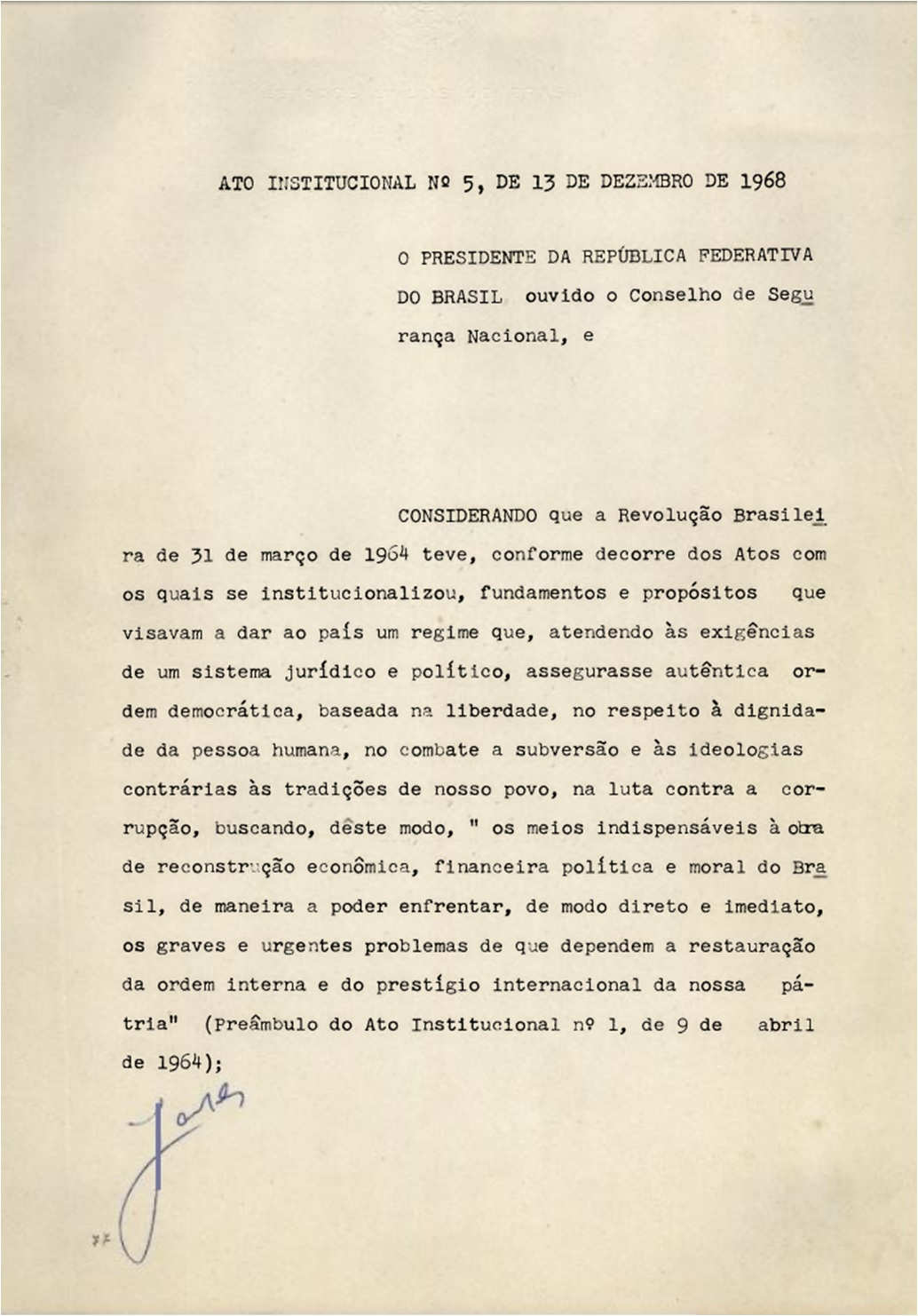
AI-5, 1968.

1967 wurde eine neue Verfassung erlassen, die sechste Verfassung seit der Staatsgründung im Jahr 1822. Hiermit wurden die Aktionen und Gesetze der Militärs seit 1964 legitimiert und auch der Landesname geändert: aus den bisherigen Vereinigten Staaten von Brasilien wurde die Föderative Republik Brasilien (República Federativa do Brasil). Mit Verfassungszusätzen wurde im Jahr 1969 die Macht der Militärjunta noch deutlich gestärkt.

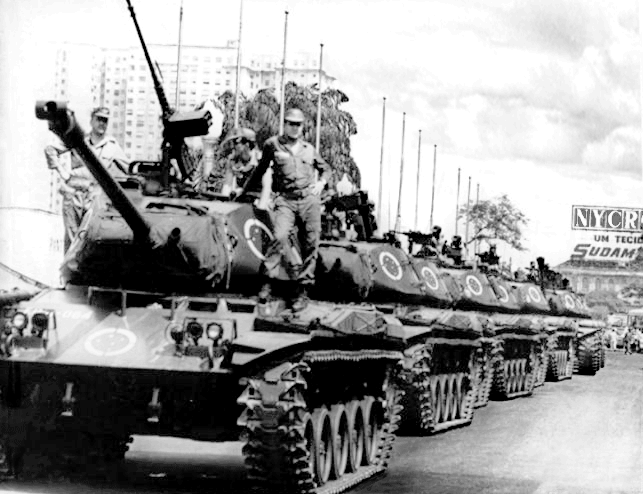
Militärputsch 1964: Panzer auf der Avenida Presidente Vargas in Rio de Janeiro am 4. April

Das Jahr 1968 stand im Zeichen von Studentenunruhen und Streiks. Das Militärregime reagierte mit politischen Säuberungsaktionen und Zensur. Durch den Ato Institucional Número Cinco (AI-5), den gesetzgebenden Erlass Nr. 5 der Militärregierung, vom 13. Dezember 1968 ermächtigte sich die Regierung, Grundrechte und Bürgerrechte für eine Dauer von bis zu zehn Jahren aufzuheben, und dies „ohne die von der Verfassung gesetzten Beschränkungen“ beachten zu müssen (Art. 4). Damit waren – nun auch juristisch – der Verfolgung Oppositioneller keinerlei Grenzen mehr gesetzt.
Im August 1969 wurde Costa e Silva entmachtet. Das Militär bestimmte General Emílio Garrastazu Médici zu seinem Nachfolger; der Kongress wählte ihn zum Präsidenten. Unter Médici wurden die Repressionen verstärkt und in der Folge nahmen die revolutionären Aktivitäten zu. Der römisch-katholische Klerus erhob seine kritische Stimme immer öfter und prangerte die Lebensbedingungen der armen Bevölkerung an. Am 25. März 1970 weitete Médici per Dekret die brasilianischen Hoheitsgewässer von 12 auf 200 Seemeilen aus.
1974 wurde General Ernesto Geisel zum brasilianischen Präsidenten gewählt. Er hatte zuvor im Militär Karriere gemacht und war dann Präsident der staatlichen Ölmonopolgesellschaft Petrobras geworden.
Wegen der relativen politischen Stabilität und gezielter Förderung der Industrie war die frühe Zeit der Militärmachthaber zugleich eine Zeit des Wirtschaftsbooms; viele Investoren investierten in den 1970er Jahren in Brasilien. Seit der Ölpreiskrise 1973/74 erzielte Brasilien viel höhere Preise beim Export von Erdöl.
1979 wurde General João Baptista de Oliveira Figueiredo neuer Präsident. Anfang der 1980er Jahre schwächte die Militärregierung die Repression deutlich ab, bis schließlich 1985, auch aus Mangel an eigenen Optionen aus dem Militärkader und bereits inmitten einer Wirtschaftskrise mit galoppierender Inflation, freie Wahlen zugelassen wurden. Sie fanden am 15. November 1986 statt.
Während der Zeit der Militärdiktatur waren Menschenrechtsgruppen zufolge staatlicher Mord, staatliche Todesschwadronen, Folter und Verschwindenlassen von Oppositionellen an der Tagesordnung. Brasilien war beteiligt an der Operation Condor, einem Komplott etlicher lateinamerikanischer Diktaturen, deren Ziel es war, sich gegenseitig bei der Ermordung missliebiger Staatsbürger zu helfen.
2010 startete Präsident Lula da Silva eine Initiative für eine brasilianische Wahrheitskommission, um die Verbrechen dieser Zeit zu untersuchen. Die offizielle Eröffnungszeremonie fand im November 2011 unter Präsidentin Dilma Rousseff statt. Der abschließende Bericht wurde im Dezember 2014 vorgelegt und beschreibt die zwischen 1964 und 1985 begangenen Menschenrechtsverletzungen. Er nennt Täter und Opfer.

## Demokratie, Krise seit 2013
Der Wahlsieg Tancredo Neves’ gegen den Diktator João Figueiredo am 15. Januar 1985 markierte das Ende der 21-jährigen brasilianischen Militärherrschaft. Neves starb im April 1985 vor seinem Amtsantritt an einer Sepsis, woraufhin sein Vize José Sarney das Amt übernahm. 1985 wurde das Wahlrecht für Analphabeten eingeführt. Im Jahr 1988 wurde eine neue Bundesverfassung verabschiedet, die siebte der Geschichte Brasiliens. Unter der Nachwirkung der Militärdiktatur lag das Augenmerk der Verfassungsgeber auf den persönlichen Freiheitsrechten und dem Schutz dieser. Ferner wurde ein Gottesbezug und sozialstaatliche Leistungen verankert. Eine Landreform oder der Schutz der indigenen Bevölkerung waren nicht vorgesehen. Besonders ab 1995 kam es daher zu zahlreichen Änderungen und Verfassungszusätzen.
1987 fand man auf Yanomami-Land im Bundesstaat Roraima Gold, was viele illegale Goldgräber auf den Plan rief. 1988 wurde auch der Gewerkschafter und Umweltschützer Chico Mendes ermordet. 1989 wurde ein erster Umweltschutzplan beschlossen. Die Inflation lag in diesen Jahren bei bis zu 1000 %. Am 26. April 1991 wurde Mercosur (portugiesisch Mercosul) gegründet. Dieser Gemeinsame Markt des Südens, den die Staaten Argentinien, Paraguay, Uruguay und Brasilien gründeten, ist ein Binnenmarkt mit mehr als 230 Millionen Einwohnern, der die Wirtschaft der Mitgliedsländer und dadurch die Stellung Lateinamerikas in der Welt stärken sollte.
Im Juni 1992 fand die Konferenz der Vereinten Nationen über Umwelt und Entwicklung („UN-Umweltgipfel“) in Rio de Janeiro statt. Außerdem trat Präsident Fernando Collor de Mello nach Korruptionsvorwürfen von seinem Amt zurück; sein Vizepräsident Itamar Franco übernahm das Amt. Am 21. April 1993 konnte die Bevölkerung Brasiliens in einem Referendum über die Wiedereinführung der Monarchie entscheiden. 86,6 % stimmten für eine Republik. 1994 wurde eine umfassende Währungsreform beschlossen. Durch die neue Währung (Plano Real eingeführt von Fernando Henrique Cardoso) endete die Hyperinflation vorerst; der populäre Cardoso wurde nach der Parlamentswahl am 3. Oktober 1994 zum Präsidenten gewählt. Zur Sanierung des Haushalts beschloss das Parlament die Privatisierung von Staatsmonopolen; dennoch stieg die Staatsverschuldung unter der von 1995 bis 2002 dauernden Präsidentschaft Cardosos von 28,1 % auf 55,5 % des Bruttoinlandsprodukts an.
Von 2003 bis 2011 war Luiz Inácio Lula da Silva von der Arbeiterpartei Partido dos Trabalhadores (PT) Präsident Brasiliens. Er priorisierte eine Verringerung der Staatsverschuldung, setzte aber auch soziale Programme wie „Null Hunger“ (Fome Zero) und Bolsa Família um. In der Außenpolitik brachte Lula  Brasilien anderen lateinamerikanischen Staaten näher und verlieh dem Land im Rahmen der BRICS (Brasilien, Russland, Indien, China und Südafrika) globales Gewicht. 2004 bildete Brasilien mit Deutschland, Japan und Indien die sogenannten G4, die eine ständige Mitgliedschaft im UN-Sicherheitsrats anstreben, und führte erstmals in seiner Geschichte UN-Friedenstruppen an und entsandte 1.470 Soldaten nach Haiti (Friedensmission MINUSTAH).
2011 wurde Dilma Rousseff als erste Frau Präsidentin von Brasilien. Im Juni 2013 brachen landesweite Proteste aus, die sich gegen die Ausrichtung der Fußball-Weltmeisterschaft 2014, Korruption und soziale Missstände richteten. Auf die größten Unruhen seit dem Ende der Militärdiktatur reagierte Präsidentin Rousseff mit dem Versprechen eines „großen Pakts“ für ein besseres Brasilien. Nach einem Amtsenthebungsverfahren (port. impeachment) verlor Rousseff am 31. August 2016 das Regierungsamt.
Die tiefe Vertrauenskrise in das politische System wurde mit der Amtsenthebung Rousseffs im Jahr 2016 nicht behoben, sondern verstärkt, da die Amtsenthebung selbst ein Komplott war, um durch einen Machtwechsel Ermittlungen im Korruptionsskandal Lava Jato zu eigenen Gunsten zu sabotieren. So verlor Roussefs Nachfolger Michel Temer innerhalb eines halben Jahres sechs seiner Minister wegen Korruptionsvorwürfen, während das Land schon das zweite Jahr in Folge in einer Rezession steckte. Im Mai 2017 begann das Oberste Gericht auch gegen den Präsidenten Temer wegen des Korruptionsskandals Lava Jato zu ermitteln. Nicht nur die staatliche Erdölfirma Petrobras, sondern damit auch der Baukonzern Odebrecht und der weltgrößte Fleischhändler JBS waren in die Korruption verwickelt. Unter der Führung des 2018 gewählten Präsidenten Jair Bolsonaro verschlechterte sich die Menschenrechtslage in Brasilien.

## Filme
- A Guerra dos Pelados, BRA 1970, Regie Sylvio Back.
- Am Rande der Demokratie, BRA 2019, Regie Petra Costra